# William Dobson
William Dobson (4 mars 1610 - 28 octobre 1646) était un portraitiste et un des premiers peintres anglais

## Biographie
Il est soupçonné d'avoir eu accès à la Collection royale et d'avoir copié des œuvres du Titien et d'Antoine Van Dyck. La couleur et la texture de Dobson ont été influencées par l'art vénitien, mais le style de Van Dyck a eu peu d'influence sur Dobson.
À la mort de Van Dyck en 1641, Dobson a pris le relais pour faire les portraits des principaux acteurs du drame national qui se déroulait à cette époque. Sa courte carrière s'est limitée au début des années 1640, à partir du départ de Londres du roi Charles Ier et de sa cour en janvier 1642, et le retour dans la capitale des loyalistes après leur défaite pendant l'été 1646. Tous ses clients furent impliqués dans la fièvre de guerre et les espoirs initiaux de Nottingham en 1642, et furent affectés par les longues défaites qui aboutirent à la bataille de Naseby en 1645. Il a réalisé beaucoup de portraits d'hommes, portant armure et ceintures d'officiers et leurs expressions témoignent des émotions qui s'exprimèrent dans les deux parties du conflit.
Il a probablement succédé à Van Dyck en tant que sergent-peintre du roi, mais les preuves manquent.
En raison de ses allégeances politiques, il fut rejeté de sa fonction de régisseur de la Compagnie des Peintres.
Après avoir réalisé le portrait d'Endymion Porter, il fut contraint de s'exiler en France.
Il est mort prématurément dans la pauvreté, dans une mansarde du nouveau quartier des artistes de la rue Saint-Martin près de Westminster

## Œuvres
- Bourreau à la tête de saint Jean-Baptiste (~1630), Liverpool, Walker Art Callery ;
- Portrait de la femme de l'artiste (~1635-40), Londres, Tate Gallery ;
- Portrait d'un homme âgé et d'un jeune homme (1641-1642), huile sur toile, 110 × 119 cm, Courtauld Gallery, Londres[4]
- Endymion Porter (1642-1645), huile sur toile, 150 × 127 cm, Tate Britain, Londres[3]